# Diócesis de Eisenstadt
La diócesis de Eisenstadt (en latín: Dioecesis Sideropolitana y en alemán: Diözese Eisenstadt) es una circunscripción eclesiástica de la Iglesia católica en Austria. Se trata de una diócesis latina, sufragánea de la arquidiócesis de Viena. Desde el 9 de julio de 2010 su obispo es Ägidius Zsifkovics.

## Territorio y organización
La diócesis tiene 3966 km² y extiende su jurisdicción sobre los fieles católicos de rito latino residentes en el estado de Burgenland.
La sede de la diócesis se encuentra en la ciudad de Eisenstadt, en donde se halla la Catedral de San Martín y San Ruperto.
En 2021 en la diócesis existían 171 parroquias.

## Historia
La administración apostólica de Burgenland fue erigida el 18 de mayo de 1922 para proveer a los territorios de las diócesis húngaras de Győr y Szombathely que, después de los tratados de paz posteriores al final de la Primera Guerra Mundial, quedaron ubicados en territorio austríaco.
Hasta 1949 fue administrada por los arzobispos de Viena.
El 15 de agosto de 1960, en virtud de la bula Magna quae ecclesiasticae del papa Juan XXIII, la administración apostólica fue elevada al rango de diócesis y asumió el nombre actual.
El 1 de mayo de 1963 el cabildo catedralicio fue instituido con la bula Solet Catholica por el papa Juan XXIII.

## Estadísticas
Según el Anuario Pontificio 2022 la diócesis tenía a fines de 2021 un total de 186 800 fieles bautizados.
| Año                                                                             | Población            | Población | Población      | Sacerdotes | Sacerdotes    | Sacerdotes    | Bautizados por sacerdote | Diáconos permanentes | Religiosos | Religiosos | Parroquias |
| Año                                                                             | Bautizados católicos | Total     | % de católicos | Total      | Clero secular | Clero regular | Bautizados por sacerdote | Diáconos permanentes | Varones    | Mujeres    | Parroquias |
| ------------------------------------------------------------------------------- | -------------------- | --------- | -------------- | ---------- | ------------- | ------------- | ------------------------ | -------------------- | ---------- | ---------- | ---------- |
| 1950                                                                            | 228 666              | 268 081   | 85.3           | 234        | 210           | 24            | 977                      |                      | 30         | 208        | 171        |
| 1969                                                                            | 236 365              | 277 662   | 85.1           | 243        | 213           | 30            | 972                      |                      | 40         | 282        | 164        |
| 1980                                                                            | 233 734              | 267 000   | 87.5           | 206        | 172           | 34            | 1134                     |                      | 40         | 234        | 164        |
| 1990                                                                            | 230 369              | 272 100   | 84.7           | 192        | 158           | 34            | 1199                     | 7                    | 41         | 169        | 165        |
| 1999                                                                            | 231 070              | 270 880   | 85.3           | 185        | 156           | 29            | 1249                     | 13                   | 36         | 137        | 171        |
| 2000                                                                            | 230 431              | 270 880   | 85.1           | 186        | 158           | 28            | 1238                     | 13                   | 36         | 133        | 171        |
| 2001                                                                            | 230 418              | 270 880   | 85.1           | 181        | 155           | 26            | 1273                     | 14                   | 34         | 124        | 171        |
| 2002                                                                            | 229 265              | 270 880   | 84.6           | 176        | 150           | 26            | 1302                     | 14                   | 33         | 124        | 171        |
| 2003                                                                            | 215 583              | 277 569   | 77.7           | 176        | 148           | 28            | 1224                     | 15                   | 36         | 121        | 171        |
| 2004                                                                            | 214 216              | 277 569   | 77.2           | 174        | 146           | 28            | 1231                     | 16                   | 33         | 114        | 171        |
| 2006                                                                            | 213 211              | 278 215   | 76.6           | 166        | 139           | 27            | 1284                     | 21                   | 33         | 106        | 171        |
| 2013                                                                            | 201 260              | 286 215   | 70.3           | 161        | 135           | 26            | 1250                     | 26                   | 29         | 100        | 171        |
| 2016                                                                            | 196 226              | 291 023   | 67.4           | 166        | 131           | 35            | 1182                     | 27                   | 40         | 94         | 174        |
| 2019                                                                            | 191 164              | 289 535   | 66.0           | 153        | 121           | 32            | 1249                     | 28                   | 35         | 84         | 171        |
| 2021                                                                            | 186 800              | 291 985   | 64.0           | 150        | 119           | 31            | 1245                     | 32                   | 37         | 81         | 171        |
| Fuente: Catholic-Hierarchy, que a su vez toma los datos del Anuario Pontificio. |                      |           |                |            |               |               |                          |                      |            |            |            |

## Episcopologio
- Friedrich Gustav Piffl (1922-1932) (administrador apostólico, también arzobispo de Viena)
- Theodor Innitzer (1932-1949) (administrador apostólico, anche arzobispo de Viena)

- Josef Schoiswohl † (11 de noviembre de 1949-18 de enero de 1954 nombrado obispo de Seckau)
- Stefan László † (30 de enero de 1954-28 de diciembre de 1992 retirado)
- Paul Iby (28 de diciembre de 1992-9 de julio de 2010 retirado)
- Ägidius Zsifkovics, desde el 9 de julio de 2010